# Волощак, Остап
Остап Волощак (пол. Eustach Wołoszczak, 1835—1918) — польский ботаник, автор ряда работ по флоре Галиции.

## Биография
Родился 1 октября 1835 года в Яворове. Учился в гимназии во Львове, затем — на юридическом факультете Будапештского университета. Получив степень доктора права, некоторое время работал адвокатом. Вскоре решил оставить изучение права и поступил на естественнонаучный факультет Венского университета. С 1878 года работал ассистентом Антона Кернера в Вене.
С 1883 года Волощак являлся профессором кафедры зоологии, ботаники и товароведения Львовского политехникума. В 1886 году провёл флористические исследования в Покутье, на Горганах, на Черногоре, описал оттуда ряд видов Hieracium, Crepis, Melampyrum. За вклад в развитие ботаники был принят в Физико-географическую комиссию Краковской академии наук.
В 1887—1895 годах путешествовал по горным районам от Западных Карпат до Мармарошских гор.
Среди описанных Волощаком эндемиков Карпат — Melampyrum herbichii Woł., Euphorbia carpatica Woł. и другие виды. Также он занимался специальным изучением сложных в систематическом отношении родов Salix и Hieracium, описал ряд гибридов ив.
Скончался 10 июля 1918 года в Вене (по другим данным — во Львове).

## Некоторые научные публикации
- Wołoszczak, E. Przyczynek do flory pokucia // Sprawozdanie Komisji Fizjograficznej 21 (cz. 2). — 1887. — P. 111—139.
- Wołoszczak, E. Drugi przyczynek do flory pokucia // Sprawozdanie Komisji Fizjograficznej 22 (cz. 2). — 1888. — P. 184—220.
- Wołoszczak, E. Materiały do flory Łomnickich // Sprawozdanie Komisji Fizjograficznej 27 (cz. 2). — 1892. — P. 125—156.
- Wołoszczak, E. O roślinności Karpat miedzy Łomnica i Oporem // Sprawozdanie Komisji Fizjograficznej 27 (cz. 2). — 1892. — P. 183—229.
- Wołoszczak, E. Sprawozdanie z wycieczek botanicznych w Karpaty stryjskie i Samborskie // Sprawozdanie Komisji Fizjograficznej 28 (cz. 2). — 1893. — P. 49—85.
- Wołoszczak, E. Z granicy flory Zachodnio- i Wschodnio-Karpackiej // Sprawozdanie Komisji Fizjograficznej 31 (cz. 2). — 1895. — P. 119—159.
- Wołoszczak, E. O roślinności Karpackiej miedzy dunajcem i granica ślaska // Sprawozdanie Komisji Fizjograficznej 32 (cz. 2). — 1896. — P. 1—45.

## Некоторые виды растений, названные именем О. Волощака
- Asperula woloszczakii Korica, 1975
- Rubus woloszczakii Piotr., 1897 — Rubus radula Weihe, 1827
- Salix ×woloszczakii Zalewski, 1897